# Kinderpsychologie
Die Kinderpsychologie ist ein Teilbereich der Entwicklungspsychologie. Während in der Entwicklungspsychologie Veränderungen über die ganze Lebensspanne (sog. life-span-developmental psychology) erforscht werden, sind die Gegenstände der Kinderpsychologie die altersbezogenen Veränderungen im menschlichen Erleben und Verhalten beginnend mit den frühen Abschnitten im Lebenslauf (Pränatalentwicklung, frühe, mittlere und späte Kindheit) bis hin zur Pubertät bzw. der Adoleszenz. Diese altersbezogenen Veränderungen werden als Ergebnis (1) endogener Bedingungen (genetische Faktoren, Reifung, verkürzend auch Anlage-Faktoren genannt), (2) exogener Einflüsse (Lernen, Sozialisationsprozesse, kritische Lebensereignisse, bisweilen auch unter Umweltfaktoren zusammengefasst) und (3) innerpsychischer Faktoren (bewusste Selbststeuerung, z. B. in Bezug auf Lebenspläne, Selbstverwirklichung, und unbewusst dynamische Prozesse) gesehen.
In den Diplom- bzw. Bachelor-/Masterstudienordnungen für Psychologie wird in Deutschland nur das Fach Entwicklungspsychologie genannt; ein universitäres Studium zum Kinderpsychologen gibt es nicht, ebenso gibt es keinen akademischen Abschluss in Kinderpsychologie. Psychologen können sich aber in der Forschung speziell mit Kindern beschäftigen oder in verschiedenen Anwendungskontexten schwerpunktmäßig mit Kindern arbeiten; letzteres als Kinder- und Jugendlichenpsychotherapeuten, indem sie psychisch oder psychosomatisch erkrankte Kinder psychotherapeutisch behandeln.

## Vorläufer
Die Vorläufer der Kinderpsychologie sind in der zweiten Hälfte des 18. Jahrhunderts einzuordnen, als sich die Pädagogik aus der Philosophie und der Theologie heraus zu einer eigenständigen Wissenschaft entwickelte. Die französischen Kulturwissenschaftler Élisabeth Badinter und Philippe Ariès sprechen sogar von der „Entdeckung der Kindheit“ im 16. bis zum 18. Jahrhundert; Kinder wurden zuvor ab dem 7. Lebensjahr als Erwachsene angesehen, an den jüngeren Kindern bestand wenig Interesse, da wegen der hohen Säuglings- und Kindersterblichkeit eine enge Bindung an ein Kind eine emotionale Fehlinvestition gewesen wäre. Im Übergang zum 19. Jahrhundert wurde durch die Fortschritte der Pädiatrie das Überleben von Kindern verlässlicher, zudem hatte der merkantilistisch orientierte Staat ein verstärktes Interesse an Untertanen. Damit einher ging auch die Forderung, dass die Eltern – damals die Mütter – für ihre Kinder in pflegerischer Hinsicht besonders in die Pflicht genommen wurden. Ende des 19. Jahrhunderts kam durch den Einfluss der Psychoanalyse auch noch die Verantwortung der Mutter für die psychische Gesundheit ihres Kindes hinzu.

## Geschichte der Kinderpsychologie

### Frühe empirische kinderpsychologische Studien
Charles Darwin, William Thierry Preyer sowie nach ihnen William Stern und Clara Stern beobachteten systematisch ihre Kinder und hielten ihre Beobachtungen in Form von Tagebuchaufzeichnungen fest.
Preyers Monographie „Die Seele des Kindes - Beobachtungen über die geistige Entwicklung des Menschen in den ersten Lebensjahren“ aus dem Jahr 1882 markiert den Beginn der Kinderpsychologie als eigenständiges Forschungsgebiet. Karl Groos publizierte 1904 seine Arbeit mit dem Titel Über das Seelenleben des Kindes. William Stern veröffentlichte 1914 sein Standardwerk Psychologie der Kindheit. 
Im Wien der 1920er Jahre entwickelte sich mit Charlotte Bühler eine akademische Entwicklungspsychologie in direkter Konkurrenz zur frühen Kinderpsychoanalyse (Hermine Hug-Hellmuth und Anna Freud). Obwohl Karl und Charlotte Bühler die (Kinder-)Psychoanalyse ablehnten, bestanden auch Verbindungen. So arbeitete René A. Spitz mit Charlotte Bühler und Anna Freud zusammen.
Die gestalttheoretische Betrachtung der Entwicklung wurde 1921 mit Kurt Koffkas Buch „Die Grundlagen der psychischen Entwicklung“ eingeleitet, in dem er eine Entwicklungspsychologie des Kindes aufstellte (1924 unter dem Titel The Growth of the Mind. An Introduction to Child Psychology auch auf Englisch erschienen). 1923 begann Kurt Lewin mit seinen entwicklungspsychologischen Forschungen mit Hilfe von Filmaufnahmen von Kindern in natürlichen Lebens- und Konfliktsituationen.
Die in den 1940er Jahren von John Bowlby begründete Bindungstheorie hatte einen großen Einfluss auf die Kinderpsychologie und -psychiatrie ausgeübt. Die Bindungstheorie wurde aus der Skepsis ihrer Vertreter gegenüber den Standpunkten gefördert, die John B. Watson in den späten 1920er Jahren vertreten hatte; Watson hatte davor gewarnt, Müttern zu erlauben, ihre Kinder zu verhätscheln und zu verzärteln, und damit einen Einfluss auf die Säuglingserziehung genommen, der erst 1946 durch Benjamin Spocks Buch Säuglings- und Kinderpflege gebrochen wurde.
Bowlby betonte die Bedeutung frühkindlicher Erfahrungen und die Bindung an eine Bezugsperson als Grundlage späterer Funktionalität in Kindheit, Jugend und Erwachsenenalter. Er hob die Wichtigkeit der Eltern-Kind-Beziehung für die Ausprägung sicherer Bindungen hervor und machte auf die aktive Rolle der Kinder bei der Gestaltung des Verlaufs ihrer eigenen Entwicklung aufmerksam. 1951 veröffentlichte er die im Auftrag des WHO erstellte Studie über den Zusammenhang zwischen mütterlicher Pflege und seelischer Gesundheit. Sie bildete einen Beitrag für das Programm der UNO zum Wohle heimatloser Kinder. 1967 wurde die Feldstudie von Mary Ainsworth, eine Mitarbeiterin Bowlbys, über die Mutter-Kind-Interaktion beim afrikanischen Stamm der Ganda in Uganda veröffentlicht. Ainsworths Interesse galt vor allem der Frage, wie die Bindung des Kindes zur Mutter entsteht. 1969 begründete John Bowlby mit seinem das Buch „Bindung - Eine Analyse der Mutter-Kind-Beziehung“ die Bindungstheorie. Dies bedeutet eine Schwerpunktverlagerung in der Forschung von den hindernden zu den fördernden Faktoren in der Mutter-Kind-Beziehung.
Der Begründer der „Tschechischen Kinderpsychologischen Schule“, Zdeněk Matějček, machte 1962 mit seinem Buch „Psychische Deprivation im Kindesalter“ auf die negativen Wirkungen der Kollektiverziehung aufmerksam, die er mit einer Langzeitstudien über 40 Jahre erforscht hatte. 1963 entstand unter seiner Mitwirkung der in Venedig preisgekrönte Film «Kinder ohne Liebe», der die Problematik der außerhäuslichen Kindererziehung aufgriff und die Auswirkungen mangelnder Bindung auf die Entwicklung der Kinder zeigte.

### Psychodynamische Beiträge
Durch Sigmund Freud wurde auf die mit der Geburt einsetzende Sexualentwicklung und die Möglichkeiten von Fehlentwicklungen verwiesen (Ödipuskomplex). Auch das Freudsche Strukturmodell der Psyche enthält entwicklungspsychologische Aspekte, da sich diese Strukturen in Abhängigkeit von elterlichen Einflüssen entwickeln. Freuds Tochter Anna leistete Pionierarbeit auf dem Gebiet der psychoanalytischen Behandlung von Kindern.
In den 1930er und 1940er Jahren wurde die Objektbeziehungstheorie entwickelt, die sich auf die Interaktionen des Individuums mit realen und imaginären Personen und die Beziehungen, die Menschen zwischen ihren äußeren und inneren Objekten erleben.
Die Bedeutung einer verlässlichen sozialen Beziehung zu einer Bezugsperson war Gegenstand vieler Forschungsarbeiten. Diese Thematik besitzt eine lange Geschichte, die mit den angeblichen Kinderexperimenten des Stauferkönigs Friedrich II. beginnt, von denen der Chronist Salimbene von Parma berichtet (siehe Kaspar-Hauser-Versuch#Historische Versuche mit Menschen). Aus kinderärztlicher Sicht wurde nach der Wende zum 20. Jahrhundert (1901) durch Meinhard von Pfaundler herausgestellt, dass Spitalsschädigungen mit einer Muttertrennung in Verbindung gebracht werden können (von daher auch die Bezeichnung Hospitalismus, bisweilen auch Hospitalmarasmus genannt). 1935 belegte auch René A. Spitz den Zusammenhang zwischen Störungen in der frühen Mutter-Kind-Beziehung und schweren Erkrankungen des Säuglings.
Eine weitere tiefenpsychologische Richtung befasste sich mit sozialen Einflüssen auf das Verhalten und die Bedeutung der interpersonellen Beziehungen. Sie begann mit der Individualpsychologie Alfred Adlers und setzte sich in der Neopsychoanalyse fort. Statt innerer Triebe wurden soziale und kulturelle Einflüsse als Determinanten des Verhaltens betrachtet. 1930 erschien Alfred Adlers Lehrbuch der „Kindererziehung“, in dem er die individualpsychologischen Konzepte auf die kindliche Entwicklung und auf die Erziehung in Schule und Elternhaus anwandte. Bereits 1904 hatte Adler den einflussreichen Aufsatz Der Arzt als Erzieher veröffentlicht.

## Themen einer aktuellen Kinderpsychologie
Heute liegt eine Unzahl an Studien und Befunden zu wesentlichen Entwicklungsbereichen von Kindern vor. In systematischer Sicht können folgende Bereiche unterschieden werden: (1) Körperliche Entwicklung, (2) Entwicklung von Sensorik und Motorik, (3) Kognitive Entwicklung (z. B. Jean Piaget), (4) Emotionale Entwicklung, (5) Sprachentwicklung, (6) Selbstkonzept, (7) Geschlechterrolle, (8) Moralische Entwicklung (z. B. Lawrence Kohlberg), (9) Soziale Entwicklung (z. B. Bindungstheorie).

## Anwendung kinderpsychologischer Erkenntnisse
Ergebnisse der Kinderpsychologie finden Eingang in die Information von Eltern (z. B. in Form von Elternbriefen) oder bei Problemfällen in die Beratung von Eltern sowie in die Ausbildung und Beratung von Erziehern und Lehrkräften. Kinderpsychologische Erkenntnisse werden auch zur optimalen Gestaltung einer förderlichen und anregungsreichen Umgebung im Alltag, im klinischen Bereich (z. B. Rooming-in), in der Heimerziehung (Vermeidung von Hospitalismus) oder im Schulbereich (kindgerechte Didaktik) genutzt. Ebenso kann aufgrund kinderpsychologischer Erkenntnisse zu Fragen und Problemen aus dem Erziehungsalltag Stellung genommen werden (z. B. Sprachentwicklung, Schreikinder, Einnässen, kindliche Aggressionen, Kinderängste, Geschlechtsrolle und Geschlechtsidentität). Hierbei gibt es einen fließenden Übergang zur Klinischen Kinderpsychologie, in deren Rahmen die Entstehung psychischer Störungen im Kindesalter erforscht wird.